# Тонгаш
Сантомийцы (Самоназвание - Тонгаш) — креольский этнос, жители африканской республики Сан-Томе и Принсипи. В основном обитают именно на острове Сан-Томе Численность на данный момент составляет примерно девяносто одну тысячу человек. Говорят на языке лингва Сантоме , возникшем на базе португальского языка и языков банту. Распространены также португальский и испанский языки (Попов 1999: 83).

Карта Сан-Томе и Принсипи

## Религия
Большинство Сантомийцев — христиане-католики, также имеются протестанты и последователи традиционных верований. (Кретенский 1992:18)

## История
Вместе с родственными креолами острова Пагалу (аннобонцы, или тонгаш) сформировались в XVII—XVIII веках из потомков бантуязычных народов (овимбунду, кимбунду, конго, фанг), смешавшихся между собой и с европейцами (преимущественно португальцами, а также французами и голландцами). (Народы и Религии мира)

## Хозяйство
Занимаются торговлей, рыболовством, садоводством, животноводством: разводят свиней, коз, кур. (Токарев 2000:470.)

## Социальная структура
В основе структуры моногамные малые семьи. Брачное поселение вирилокальное. Счёт родства патрилинейный. (Токарев 2000:470.)

## Культура
Культура Сантомийцев сочетает в себе как африканские,так и европейские элементы. В данный момент ведут вестернезированный образ жизни. Развит оригинальный фольклор, как впитавший в себя европейские черты, так и исконно африканский. (Попов 2000:471.)

## См.также
- Португальские креолы